# كلية الملك عبد العزيز الحربية
كلية الملك عبد العزيز الحربية هي أول كلية عسكرية سعودية. تأسست في 22 ديسمبر، 1955.

## نشأة الكلية
يُعد إنشاء المدرسة العسكرية بمكة المكرمة في عام 1354 هـ، هو البداية لإنشاء الكلية الحربية فيما بعد. وكان يقبل في هذه المدرسة الحاصلون على شهادات دراسية دون الشهادة الابتدائية، وكانت مدة الدراسة آنذاك ستة أشهر. ثم انتقلت هذه المدرسة إلى مدينة الطائف في عام 1358هـ. وبعد دراسة روعيت فيها جميع الاعتبارات صدر مرسوم ملكي بإنشاء كلية حربية في مدينة الرياض بتاريخ 27 صفر 1374 هـ، باسم «'كلية الملك عبد العزيز'». وافتتحت في شهر جمادى الأولى من عام 1375هـ (22 ديسمبر، 1955)

## النظام الحالي
ونتيجة لارتفاع مستوى التعليم في المملكة وازدياد الحاجة لتخريج ضباط ذوي تخصصات متعددة، رُفع مستوى القبول في الكلية إلى الثانوية العامة في عام 1380هـ. وأصبحت مدة الدراسة فيها ثلاث سنوات، يمنح بعدها المتخرج بكالوريوس علوم عسكرية ويُعين ضابطاً في أحـد فروع القوات البرية. وتنقسم المناهـج فـي الكلية إلـى: علـوم عسكرية، ونسبتها 20 ،45%، وعلوم أكاديمية ونسبتها 25 ،34%، وأنشطة عامـة (مشاة وتربية بدنية) ونسبتها 55 ،20%. ويُدرس العلوم الأكاديمية أعضاء هيئة التدريس المدنيين من حملة الشهادات العليا، الذين يطبق عليهم نظام الجامعات وكادرها. ويقبل في الكلية الطالب السعودي الأصل والمنشأ والولادة، الذي لا يقل عمره عن سبعة عشر عاماً ولا يتجاوز الرابعة والعشرين، والحاصل على شهادة الثانوية العامة بقسمها العلمي فقط. وأن يستوفي شروط القبول ويجتاز المقابلة الشخصية والكشف الطبي. وقد تخرجت أول دورة من الكلية ومنح خريجوها شهادة البكالوريوس في عام 1382هـ.

## شروط القبول بالكلية
- أن يكون المتقدم سعودي الأصل والمنشأ والولادة.

- أن لا يقل عمر المتقدم عن (17) عاماً ولا يزيد عن (22) عاماً.

- أن لا تقل النسبة المئوية في الشهادة الثانوية عن (80%) للتخصص العلمي.

- أن يكون قد أدى اختبار القدرات العامة وحاصلا على درجة لاتقل عن (60%) وأن يحضر ما يثبت ذلك.

- أن يتناسب طوله مع وزنه بحيث يكون الحد الأدنى (165 سم – 52 كجم) والحد الأعلى (188 سم – 95 كجم).

- أن يكون حسن السيرة والسلوك وغير محكوم عليه بحد شرعي أو في جريمة مخلة بالشرف أو الأمانة وأن لا يكون مطرودا من إحدى الكليات أو المعاهد العسكرية لأي سبب.

- أن يجتاز المقابلة الشخصية.

- أن يكون المتقدم غير متزوجاً.

- أن ينجح في الكشف الطبي.

- أن يجتاز اختبارات القبول الشامل واللياقة البدنية وأن يجتاز اختبار القدرات الخاصة للكليات التي تحتاج ذلك.

## التسجيل
يبدأ التسجيل المبدئي عن طريق الإنترنت ثم تعلن النتائج الأولية عبر الصحف المحلية وترسل على الأرقام التي قام بتسجيلها المتقدمون ثم يقدم
الطالب أوراقه كامله للجنه في مقر وزارة الدفاع ويعطى موعد للكشف الطبي والمقابلة وبعد أجتياز الكشف الطبي يحال للمقابله وبعد
الانتهاء منهما بنجاح يعطى الطالب موعد لاختبار اللياقة والاختبار التحريري في مقر الكلية بالعيينه وبعد ذلك يتم إعلان أسماء المقبولين
بشكل نهائي عن طريق الصحف وأرقام المتقدمين ويعطى الطالب موعد للكشف الطبي المخبري(تحليل) وبعدها يتم إعلان أسماء المقبولين نهائيا.

## الموقع الحالي
لمواكبة التطور الذي شهدته المملكة العربية السعودية في جميع الميادين، بُني مقر جديد للكلية وفق أحدث الأساليب المعمارية والهندسية، وزود بأحدث الوسائل التعليمية والتدريبية. وقد اختير الموقع قريباً من مدينة الرياض، ويطل على بلدة العيينة المشهورة تاريخياً حيث انطلق منها الشيخ محمد بن عبد الوهاب بدعوته، بمناصرة أمير الدرعية  الإمام محمد بن سعود. وقد اكتمل الانتقال إلى مباني الكلية الجديدة في شهر محرم 1404هـ، بينما كان الافتتاح الرسمي في شعبان 1404هـ من العام نفسه، في حفل رسمي كبير.